# Dali (Cypr)
Dali (gr. Δάλι) – miasto w Republice Cypryjskiej, w dystrykcie Nikozja. W 2011 roku liczyło 10 466 mieszkańców. Posiada powierzchnię 31,5 km².